# Hans Olof Åkesson
Hans Olof Åkesson, född 20 maj 1933 i Karlshamn, död 22 mars 2005 i Karlskrona stadsförsamling, Karlskrona, var en svensk psykiater.
Åkesson blev filosofie kandidat 1955, medicine doktor 1961, docent i medicinsk genetik vid Uppsala universitet 1963, var underläkare vid Ulleråkers sjukhus i Uppsala och Sankt Jörgens sjukhus i Göteborg 1964–66, forskningsläkare vid Statens medicinska forskningsråd 1966–69 samt professor i psykiatri vid Göteborgs universitet och överläkare vid Lillhagens sjukhus 1969–98. Han författade skrifter i medicinsk genetik och psykiatri. Åkesson blev riddare av Nordstjärneorden 1974.